# Lomonosov (stad)
Lomonosov (Russisch: Ломоно́сов) (tot 1948: Oranienbaum, Russisch: Ораниенба́ум) is een Russische stad in het noordwesten van Rusland, 40 kilometer ten westen van Sint-Petersburg en aan de zuidelijke kust van de Nevabaai, het meest oostelijke deel van de Finse Golf. De stad telde in 2004 37.300 inwoners. In Lomonosov ligt het Paleizencomplex Oranienbaum, dat vroeger een keizerlijke residentie was.

## Geschiedenis
Lomonosov kreeg in 1780 stadsrechten toegekend. Tot 1948 droeg de stad de naam "Oranienbaum", dat in het Duits "sinaasappelboom" betekent. Deze naam verwees naar de kassen met exotische planten van het in Lomonosov gesitueerde paleis- en tuinencomplex. De stad kreeg in 1948 zijn huidige naam en is daarmee vernoemd naar de Russische geleerde Michail Lomonosov. In het wapen van de stad is nog altijd een sinaasappelboom te zien.
In 1990 werd de stad samen met het paleizencomplex Oranienbaum opgenomen op de lijst van monumenten op de Werelderfgoedlijst. Lomonosov is altijd een voorstad van Sint-Petersburg geweest en valt dan ook samen met de andere voorsteden vanaf 1998 onder het beheer van Sint-Petersburg.
Lomonosov heeft zijn eigen treinstation, station Oranienbaum, en is via een spoor naar station Baltiejski vokzal verbonden met Sint-Petersburg. Bij Lomonosov begint de Sint-Petersburgdam. Deze dam is in 2011 officieel geopend om Sint-Petersburg te beschermen tegen overstromingen. De dam loopt via Kotlin naar de noordoever van de baai waarin de Neva uitstroomt.

## Stedenband
- Oberursel
- Mariehamn
- Anacortes (Washington)
- Framingham (Massachusetts)

## Bekende inwoners
Lomonosov was de geboortestad van de Russische componist Igor Stravinsky (1882-1971). Een andere bekende inwoner van de stad was de componist Modest Moessorgski.
Dal van de Bikinrivier (met Centraal Sichote-Alingebergte) · Koerse Schoorwal · Ensemble van het Ferapontovklooster · Gouden bergen van Altaj · Hemelvaartskerk, Kolomenskoje · Historisch en architectonisch complex van het Kremlin van Kazan · Kizji Pogost · Baikalmeer · Citadel, oude stad en vestingwerken van Derbent · Historische monumenten van Novgorod en omgeving · Kremlin en Rode Plein, Moskou · Ensemble van het Novodevitsjiklooster · Historisch centrum van Sint-Petersburg en bijbehorende groepen van monumenten · Cultureel en historisch ensemble van de Solovetski-eilanden · Geodetische boog van Struve · Architectonisch ensemble van de Triniti Sergius Lavra in Sergiev Posad · Uvs Nuurbekken · Maagdelijke wouden van Komi · Vulkanen van Kamtsjatka · Westelijke Kaukasus · Witte monumenten van Vladimir en Soezdal · Natuurlijk systeem van het Wrangel-eilandreservaat · Historisch centrum van de stad Jaroslav · Historisch en archeologisch complex van Bolgar · Landschappen van Daurië · Hemelvaartkathedraal en -klooster van het dorpseiland Svijasjk · Kerken van de architectuurschool van Pskov · Petrogliefen van het Onegameer en de Witte Zee · Cultureel landschap van het Kenozeromeer
- Bibliothèque nationale de France: cb13191360j (data)
- Gemeinsame Normdatei: 4445805-8
- Library of Congress Control Number: n86127356
- MusicBrainz: 560f3853-0570-4da0-bb73-f0b396c79b52
- Nationale Bibliotheek van Tsjechië: ge868974
- Nationale Bibliotheek van Israël: 987007564835605171
- Virtual International Authority File: 141981273
- WorldCat: E39PBJymyfcQptgfpFwYCc4jG3